# Ingram Lindsay
Ingram Lindsay est un prélat écossais mort le 24 août 1458. Il est évêque d'Aberdeen de 1441 à sa mort.